# Björn Håkonsson
Björn Håkonsson född den 25 december 1961 är en dansk-svensk författare, psykolog och diakon i katolska kyrkan i Sverige.
Håkonsson växte upp i Köpenhamn, påbörjade präststudier i Västtyskland men flyttade till Sverige 1989. År 2002 tillträdde han en tjänst som diakon i katolska kyrkan i Lund och Malmö. Håkonsson har genom åren bland annat arbetat med utbildning och informationsverksamhet om problematiken med sexuella övergrepp, och fick 2019 rollen som barnskyddsombud i Stockholms katolska stift.